# Dorking (hönsras)

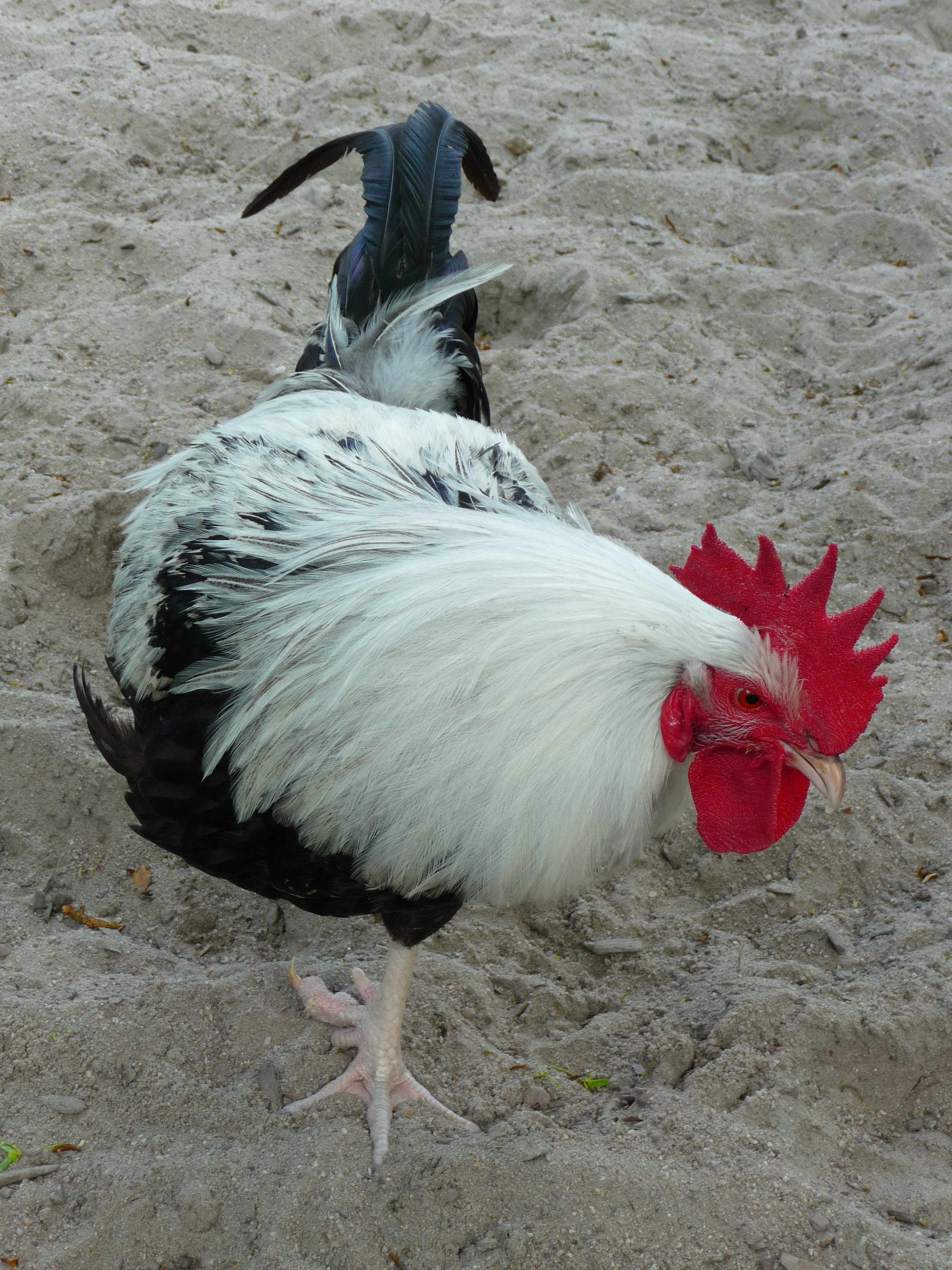
Dorking, tupp.

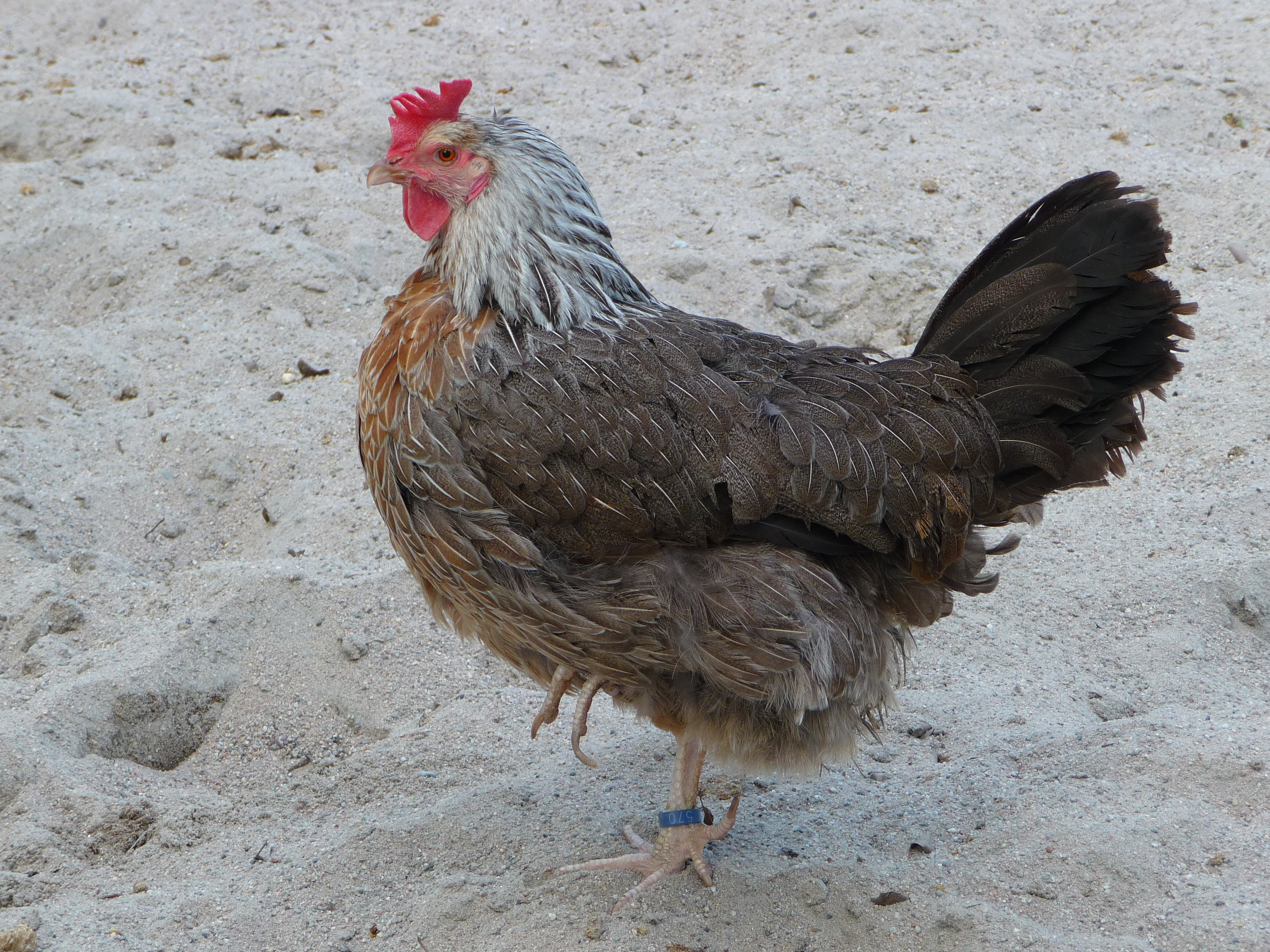
Dorking, höna.

Dorking är en mycket gammal, tung hönsras från Storbritannien som sägs stamma från de höns som romarna tog med sig år 54 f.Kr.. Rasen har erhållit sitt namn efter det engelska grevskapet Dorking. Dorking anses vara en av de bästa raserna för köttproduktion och den är tillika en god värpras. Man har även avlat fram en dvärgversion i Storbritannien. 
En höna av stor ras väger 3-4,5 kilogram och en tupp väger 4,5-6 kilogram. En höna av dvärgvarianten väger omkring 900 gram och en tupp omkring ett kilogram. Ett kännetecken för rasen är den stora kammen. Äggen är vita. En stor hönas ägg väger ungefär 55 gram och dvärgvariantens ägg väger runt 35 gram. Ruvlusten hos hönorna är bra.
Till temperamentet är rasen lugn och den blir lätt tam. Hönsen kan vara känsliga för kyla och väta. Den stora kammen är särskilt utsatt vid låga temperaturer.
Det finns flera andra hönsraser som har dorking i sin härstamning, till exempel faverolle och sussex.

## Färger
- Grå/vågrandig
- Mörkgrå
- Röd
- Silvergrå
- Vit